# Льодовик Співдружності

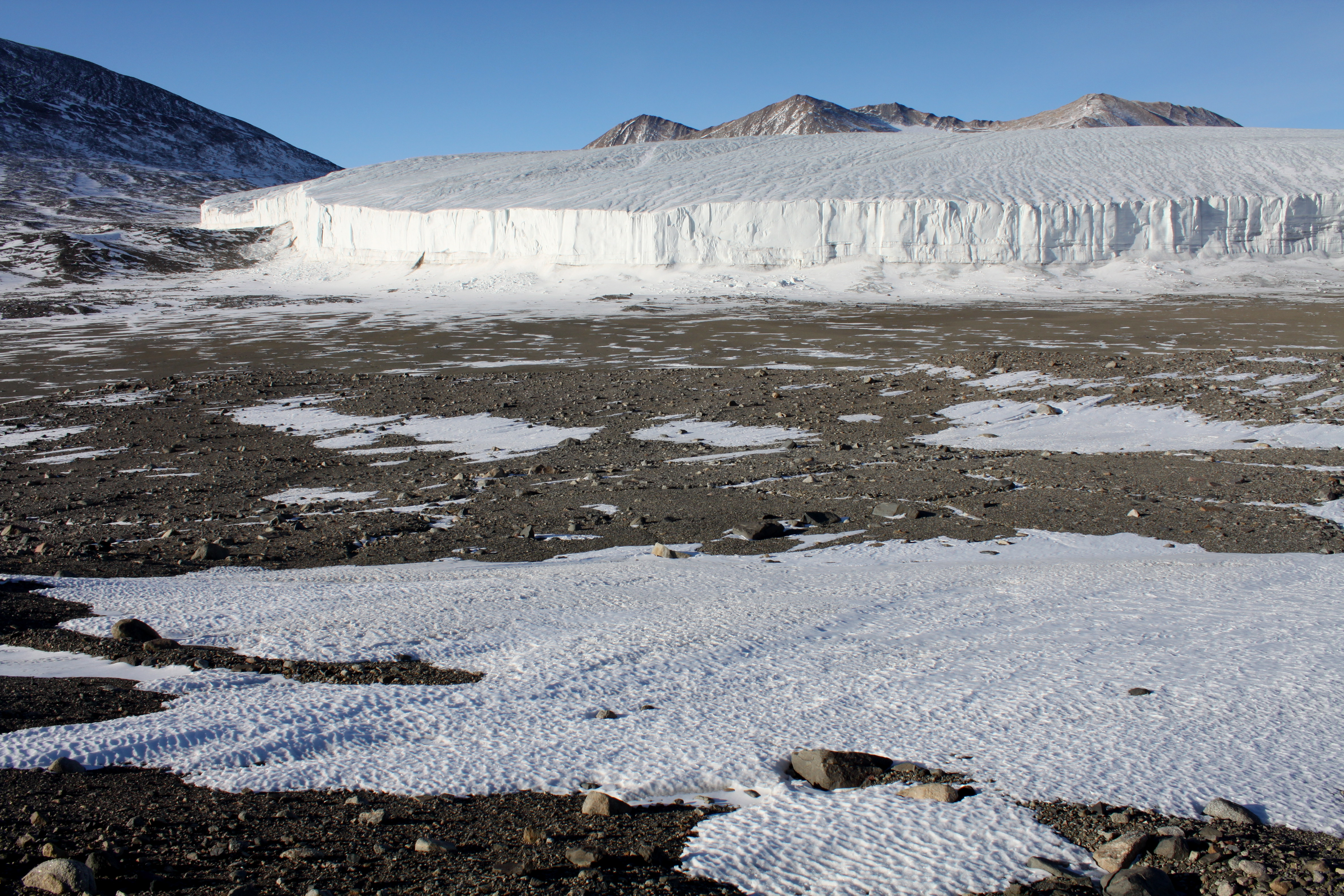
Льодовик Співдружності у 2009

Льодовик Співдружності — льодовик у Антарктиді.
Координати: 77°35′ пд.ш. 163°19′ сх.д. Льодовик тече в південно-східному напрямку і входить у північний бік долини Тейлор безпосередньо на захід від гори Коулман. Занесений на карту та названий BrAE під керівництвом Скотта, 1910-13. Названа на честь Співдружності Австралії, яка надала фінансовий грант BrAE і внесла двох членів у Західну геологічну партію, яка досліджувала цю територію.